# Дудино (Бєжаницький район)
Дудино (рос. Дудино) — присілок в Бєжаницькому районі Псковської області Російської Федерації.
Населення становить 7 осіб. Входить до складу муніципального утворення Чихачьовське муніципальне утворення.

## Історія
Від 2005 року входить до складу муніципального утворення Чихачьовське муніципальне утворення.

## Населення
| 2001 | 2002 | 2010 |
| ---- | ---- | ---- |
| 27   | ↘16  | ↘7   |